# Murdannia kainantensis
Murdannia kainantensis là một loài thực vật có hoa trong họ Commelinaceae. Loài này được (Masam.) D.Y.Hong mô tả khoa học đầu tiên năm 1974.